# Carles Costa i Cadevall
Carles Costa i Cadevall va ser regidor de Cultura de l'ajuntament de Manresa des de l'octubre del 1936 fins als fets de maig del 1937. Membre destacat del Bloc Obrer Camperol (BOC) i del Partit Obrer d'Unificació Marxista (POUM).
Fou articulista d'El Pla de Bages, quan era l'òrgan del POUM, durant la Guerra. Destacà per les seves crítiques als enderrocs d'esglésies de Manresa i per la seva opinió públicament expressada en favor del salvament de la basílica de la Seu, que perillava també de ser destruïda.
La seva esposa, Vicenta Cuende, mestra del Renaixença, va ser depurada durant el franquisme.